# Лозувата (Голованівський район)
Лозува́та (колишня назва Лозувате) — село в Благовіщенській громаді Голованівського району Кіровоградської області України, розташоване на річці Суха Деренюха (притока Південного Бугу), за 18 км на південний захід від районного центру і за 12 км від станції Голованівськ.
Населення на рік 2001 становило 1298 осіб.
Населення на 2025 рік становить 879 осіб.

## Історія
Село засноване у середині XVIII ст. (1740—1750 рр.) переселенцями з Молдови та Західної України.
У 1917 році село входило до складу Української Народної Республіки.
Унаслідок поразки Перших визвольних змагань село надовго окуповане більшовицькими загарбниками.
У 1932—1933 селяни пережили більшовицький геноцид.
У німецько-радянській війні на боці СРСР брали участь 630 жителів, 286 з них загинули, 224 були нагороджені радянськими орденами і медалями. Уродженець села сержант А. С. Маніта у боях за Берлін повторив подвиг О. Матросова, за що посмертно удостоєний звання Героя Радянського Союзу. Його іменем були названі середня школа та історико-краєзнавчий музей.
У Лозуватому владою було споруджено обеліск Слави односельцям-солдатам, що загинули під час війни, а також пам'ятник воякам, що брали участь у визволенні села.
Було центром Лозуватської сільської ради.

## Населення
Згідно з переписом УРСР 1989 року чисельність наявного населення села становила 1479 осіб, з яких 613 чоловіків та 866 жінок.
За переписом населення України 2001 року в селі мешкало 1296 осіб.

### Мова
Розподіл населення за рідною мовою за даними перепису 2001 року:
| Мова       | Відсоток |
| ---------- | -------- |
| українська | 99,23 %  |
| російська  | 0,54 %   |
| молдовська | 0,15 %   |

## Відомі люди
Уродженцями села є:
- Герой Радянського Союзу А. С. Маніта (1922—1945).
- Молчановський Никандр Васильович (1858—1906) — український історик, учень Володимира Антоновича.